# Tsubasa Sano
Tsubasa Sano (佐野 翼 Sano Tsubasa?, Shizuoka, 18 de octubre de 1994) es un futbolista japonés que juega como delantero en el Criacao Shinjuku.

## Trayectoria

### Clubes
| Club                     | País     | Año       |
| ------------------------ | -------- | --------- |
| Albirex Niigata Singapur | Singapur | 2017      |
| Roasso Kumamoto          | Japón    | 2018-2019 |
| A. C. Nagano Parceiro    | Japón    | 2020-2022 |
| Criacao Shinjuku         | Japón    | 2023-     |